# Пионк, Нил
Нил Пионк (англ. Neal Pionk; 29 июля 1995, Омаха, Небраска, США) — американский профессиональный хоккеист, защитник клуба НХЛ «Виннипег Джетс».

## Карьера
На юниорском уровне первым клубом Пионка стал «Су-Сити Маскетирс», выступающий в USHL. В этот период времени он был признан лучшим защитником лиги.
1 мая 2017 года Нил подписал двухлетний контракт с клубом НХЛ «Нью-Йорк Рейнджерс» на сумму 3,55 млн долларов. Он дебютировал в НХЛ 9 февраля 2018 года в матче против «Калгари Флэймз». Первый свой гол в НХЛ Пионк забил 24 марта 2018 года в ворота команды «Баффало Сейбрз».
Полноценным игроком основного состава «рейнджеров» Пионк стал в сезоне 2018/19. В этом сезоне он провёл на льду 73 матча, в которых набрал 26 очков, при 6 забитых голах.
17 июня 2019 года Пионк был обменян в «Виннипег Джетс» на выбор в 1-м раунде драфта 2019 года и защитника Джейкоба Трубу. 21 июля 2019 года он подписал двухлетний контракт с новым клубом на сумму $6 млн.
12 августа 2021 года Пионк подписал с «Джетс» четырёхлетний контракт на сумму $23,5 млн.
17 апреля 2025 года Пионк подписал с «Джетс» шестилетний контракт на сумму $42 млн.

## Международная карьера
Пионк стал обладателем бронзовых медалей чемпионата мира 2018 года в составе сборной США, на турнире он сыграл во всех 10 матчах, в которых набрал 3 очка.